# Wasilij Łazariew
Wasilij Grigorjewicz Łazariew ros. Василий Григорьевич Лазарев (ur. 23 lutego 1928 we wsi Poroszyno, Kraj Ałtajski, zm. 31 grudnia 1990 w Moskwie), pułkownik lotnictwa, kosmonauta radziecki, Lotnik Kosmonauta ZSRR.

## Wykształcenie i służba wojskowa
Lata szkolne spędził w Swierdłowsku (obecnie Jekaterynburg).
- 1945 – ukończył szkołę średnią i został przyjęty do Swierdłowskiego Instytutu Medycznego. Na ostatnim roku wybierając specjalizację zainteresował się medycyną lotniczą. Kontynuując swoje zainteresowania W. Łazariew wstąpił na Wydział Medycyny Wojskowej Swierdłowskiego Instytutu Medycznego. Dyplom lekarza (specjalizacja – chirurgia) uzyskał w 1952 roku. Później był lekarzem wojskowym w jednostkach lotnictwa.
- 1954 – został absolwentem Wojskowej Szkoły Lotniczej w Charkowie. Uzyskał tam kwalifikację pilota myśliwskiego. Po jej ukończeniu służył jako pilot-instruktor w różnych oddziałach sił powietrznych ZSRR.
- 1955 – 1959 – był pilotem doświadczalnym-lekarzem. Latał na różnych typach samolotów wypróbowując wyposażenie pilotów m.in. kombinezony przeciążeniowe. Równolegle w ramach pracy naukowej zainteresował się zagadnieniem psychofizycznego wpływu warunków lotu na organizm człowieka i jego wydolność.
- 1959 – przeszedł komisję lekarską starając się dostać do pierwszego oddziału kosmonautów radzieckich (WWS 1) ale odpadł w toku kwalifikacji.
- 1959 – 1964 – służył w różnych jednostkach jako pilot wojskowy oraz lekarz.
- marzec 1964 – do momentu zakwalifikowania do oddziału kosmonautów był starszym pracownikiem naukowym, lekarzem i pilotem w Państwowym Naukowo-Badawczym Instytucie Doświadczalnym Medycyny Lotniczej i Kosmicznej (ГНИИИ АиКМ).
- 27 listopada 1985 – z powodu choroby, w stopniu pułkownika, przeniesiony do rezerwy.

## Kariera kosmonauty
- 26 maja 1964 – został wybrany jako jeden z lekarzy kandydujących do lotu na statku kosmicznym Woschod.
- 12 października 1964 – był drugim dublerem Borisa Jegorowa podczas misji Woschod 1.
- 17 stycznia 1966 – dostał się do trzeciej grupy kosmonautów radzieckich (WWS 3) w ramach naboru uzupełniającego. Początkowo był finalistą naboru ale nie dostał się do oddziału. Szansę otrzymał po wyłączeniu z grupy (z uwagi na stan zdrowia) Władimira Diegtjariowa.
- 1966 – 1967 – był w grupie kosmonautów, którzy szkolili się do programu Spiral.
- 1967 – 1969 – razem z grupą innych kosmonautów przygotowywał się do lotu w kosmos w ramach programu załogowej stacji kosmicznej Ałmaz (ОПС „Алмаз”).
- styczeń – maj 1970 – razem z Walerijem Jazdowskim w trzeciej (rezerwowej) załodze szkolił się do długotrwałego lotu kosmicznego na statku Sojuz 9.
- wrzesień 1970 – lipiec 1971 – przygotowywał się do lotu na pokładzie statku kosmicznego Sojuz w ramach programu "Kontakt" (lot na orbicie okołoziemskiej i wypróbowanie systemu dokowania misja dwóch statków kosmicznych w ramach programu księżycowego). Inżynierem pokładowym miał być Oleg Makarow. Do lotu jednak nie doszło z uwagi na przerwanie programu.
- październik 1971 – lipiec 1972 – przygotowywał się do lotu w charakterze dowódcy załogi dublerów pierwszej załogowej wyprawy na DOS-2 (długotrwała stacja kosmiczna) oraz dowódcy drugiej misji załogowej na tę stację (wraz z Olegiem Makarowem). Loty zostały jednak odwołane z powodu awarii rakiety nośnej Proton podczas startu stacji na orbitę w dniu 29 lipca 1972.
- sierpień – wrzesień 1972 – wspólnie z Olegiem Makarowem przygotowywał się do doświadczalnego autonomicznego lotu na zmodyfikowanym statku Sojuz. Obaj byli dublerami pierwszej załogi. Lot został jednak odwołany.
- październik 1972 – kwiecień 1973 – ponownie z Olegiem Makarowem przygotowywał się do lotu na DOS 3 (Salut). Byli dublerami pierwszej załogi jaka miała udać się na stację kosmiczną oraz członkami drugiej podstawowej załogi. Loty zostały odwołane, ponieważ stacja Salut uległa awarii na orbicie (oficjalnie otrzymała nazwę Kosmos 557).
- lipiec 1973 – został dowódcą podstawowej załogi eksperymentalnego lotu zmodyfikowanego statku kosmicznego Sojuz 12.
- 27 – 28 września 1973 – uczestniczył w locie statku kosmicznego Sojuz 12.
- grudzień 1973 – przygotowywał się do lotu na stacji kosmicznej Salut 4.
- 10 stycznia 1975 – był dublerem Aleksieja Gubariewa - dowódcy Sojuza 17, pierwszej stałej załogi stacji kosmicznej Salut 4. Później przygotowywał się do lotu w podstawowej załodze statku Sojuz 18. Razem w Olegiem Makarowem mieli stanowić drugą stałą załogę Saluta 4.
- 5 kwietnia 1975 – podczas startu rakiety nośnej z kapsułą Sojuza 18 (lot oznaczono później jako Sojuz 18-1) awarii uległ drugi stopień rakiety nośnej. Statek kosmiczny w związku z tym nie osiągnął zaplanowanej orbity i Wasilij Łazariew oraz Oleg Makarow po trajektorii balistycznej powrócili na Ziemię.
- 1976 – kierował komisją w Centrum Przygotowań Kosmonautów, która w ramach programu Interkosmos zajmowała się ostatnim etapem naboru kandydatów na kosmonautów z ówczesnych państw socjalistycznych (w tym z Polski).
- 1977 – Ponownie z Olegiem Makarowem był w jednej z załóg, które przygotowywały się do krótkotrwałego lotu na stację kosmiczną Salut 6. Po nieudanym misji statku Sojuz 25 wszystkie przygotowywane wcześniej załogi zostały rozformowane a Łazariewa skierowano do grupy kosmonautów szkolących się do lotów na statkach Sojuz-T.
- 1977 - 1979 – wraz z grupą innych kosmonautów przygotowywał się do lotu doświadczalnego na nowym typie statku kosmicznego – Sojuzie T-2. W październiku 1978 został dowódca trzeciej załogi (razem z Giennadijem Striekałowem).
- 1979 – 1980 – uczestniczył w przygotowaniach do doświadczalnego lotu statku kosmicznego Sojuz T-3, który miał cumować do stacji kosmicznej Salut 6. Był dowódcą załogi podstawowej. Razem z nim w załodze znaleźli się: Giennadij Striekałow i Walerij Poljakow. W związku z wprowadzoną zmianą programu lotu załoga Łazariewa została załogą dublerów (w toku przygotowań do startu jaki nastąpił w listopadzie 1980, Striekałowa zastąpił Wiktor Sawinych).
- listopad 1980 – był dublerem Leonida Kizima – dowódcy statku Sojuz T-3.
- styczeń 1982 – został dowódcą grupy kosmonautów-badaczy.
- 1985 – z uwagi na stan zdrowia opuścił oddział kosmonautów.

## Loty załogowe
- „Sojuz 12”

27 września 1973 wystartował w kosmos na pokładzie statku Sojuz 12. Misją dowodził Wasilij Łazariew, natomiast funkcję inżyniera pokładowego pełnił Oleg Makarow. Był to pierwszy lot po orbicie okołoziemskiej zmodyfikowanego statku Sojuz, który po tragicznie zakończonym locie Sojuza 11 uległ istotnej modyfikacji zwiększającej bezpieczeństwo załogi. W czasie lotu wypróbowano również nowe kombinezony „Sokoł” (Сокол). Lądowanie statku 29 września 1973 nastąpiło w odległości około 400 km od Karagandy.
- „Sojuz 18-1”

5 kwietnia 1975 na pokładzie statku kosmicznego Sojuz 18, w kierunku stacji orbitalnej Salut 4, wystartowała kolejna stała załoga – dowódca Wasilij Łazariew oraz inżynier pokładowy Oleg Makarow. W czasie startu nastąpiła awaria drugiego stopnia rakiety nośnej i kapsuła z kosmonautami nie weszła na zaplanowaną orbitę. Kosmonauci po uzyskaniu maksymalnej wysokości ponad 190 km po trajektorii balistycznej szczęśliwie powrócili na Ziemię w rejonie gór Ałtaju. W czasie operacji lądowania obaj zostali poddani ogromnemu przeciążeniu sięgającemu 18 g (według niektórych źródeł nawet ponad 20 g). Lot otrzymał później oznaczenie Sojuz 18-1.

## Po opuszczeniu oddziału kosmonautów
Po zakończeniu służby w lotnictwie wojskowym Łazariew przez pewien czas pracował jako specjalista w Centrum Wyszkolenia Kosmonautów im. J. Gagarina. Później został pracownikiem wydawnictwa „Znanie”.
31 grudnia 1990 zmarł w Moskwie na skutek nieszczęśliwego wypadku (zatrucie).

## Nagrody i odznaczenia
- tytuł Bohatera Związku Radzieckiego i medal „Złotej Gwiazdy” (1973)
- Order Lenina – dwukrotnie (1973 i 1975)
- Lotnik Kosmonauta ZSRR
- Universal Astronaut Insignia za lot orbitalny (nr 64, pośmiertnie) – Stowarzyszenie Uczestników Lotów Kosmicznych (Association of Space Explorers(inne języki))[1]
- Universal Astronaut Insignia za lot suborbitalny (nr 11, pośmiertnie) – Stowarzyszenie Uczestników Lotów Kosmicznych (Association of Space Explorers)[1]

## Wykaz lotów
| Loty kosmiczne, w których uczestniczył Wasilij G. Łazariew.                                                       | Loty kosmiczne, w których uczestniczył Wasilij G. Łazariew. | Loty kosmiczne, w których uczestniczył Wasilij G. Łazariew. | Loty kosmiczne, w których uczestniczył Wasilij G. Łazariew. | Loty kosmiczne, w których uczestniczył Wasilij G. Łazariew. | Loty kosmiczne, w których uczestniczył Wasilij G. Łazariew. |
| № | Data startu                                                 | Data lądowania                                              | Statek kosmiczny                                            | Funkcja                                                     | Czas trwania                                                |
| --- | ----------------------------------------------------------- | ----------------------------------------------------------- | ----------------------------------------------------------- | ----------------------------------------------------------- | ----------------------------------------------------------- |
| 1 | 27 września 1973                                            | 29 września 1973                                            | Sojuz 12                                                    | Dowódca                                                     | 1 dzień 23 godziny 15 minut i 32 sekundy.                   |
| 2 | 5 kwietnia 1975                                             | 5 kwietnia 1975                                             | Sojuz 18-1 awaria rakiety nośnej przy starcie               | Dowódca                                                     | 21 minut i 27 sekund.                                       |
| Łączny czas spędzony w kosmosie — 1 dzień 23 godziny 15 minut i 32 sekund (nie wliczono czasu misji Sojuza 18-1). |                                                             |                                                             |                                                             |                                                             |                                                             |